# Homopauza
Homopauza (turbopauza) – granica w obrębie atmosfery, oddzielająca homosferę od heterosfery. Warstwy te różni zmienność składu chemicznego z wysokością. W przypadku atmosfery ziemskiej granica ta znajduje się na wysokości ok. 90–100 km. Powietrze poniżej homopauzy ma zasadniczo jednorodny skład, a powyżej niej rozdziela się na warstwy gazów o różnej masie cząsteczkowej. Poniżej tej warstwy dominuje turbulentny transport gazu, powyżej odbywa się on głównie poprzez dyfuzję.